# Francis Weldon
Francis William „Frank” Weldon (ur. 2 sierpnia 1913 w Bombaju, zm. 21 września 1993 w Chipping Sodbury) – brytyjski jeździec sportowy. Dwukrotny medalista olimpijski z Melbourne (Sztokholmu).
Urodził się w Indiach. Sukcesy odnosił we Wszechstronnym Konkursie Konia Wierzchowego. Igrzyska w 1956 były jego pierwszą olimpiadą. Konkurencje jeździeckie były rozgrywane w Sztokholmie (główne zawody odbywały się w Melbourne, ale jeźdźcy – ze względu na problemy z kwarantanną zwierząt – rywalizowali w Szwecji). Triumfował w drużynie (partnerowali mu Arthur Rook i Bertie Hill) oraz był trzeci w konkursie indywidualnym. Brał udział w IO 60.
Był zawodowym żołnierzem, dosłużył się stopnia lieutenant colonel.

## Starty olimpijskie (medale)
Melbourne (Sztokholm) 1956
- konkurs drużynowy (na koniu Kilbarry) – złoto
- konkurs indywidualny (Kilbarry) – brąz